# Daheim in den Bergen – Die Zweitgeborenen
Die Zweitgeborenen ist ein deutscher Fernsehfilm von Markus Imboden aus dem Jahr 2023. Es handelt sich um den neunten Teil der Heimatfilmreihe Daheim in den Bergen. Catherine Bode und Theresa Scholze verkörpern die Schwestern Marie und Lisa Huber, Thomas Unger und Florian Panzner das Brüderpaar Georg und Florian Leitner. Tragende Rollen sind mit Christoph M. Ohrt, Judith Toth und Nadja Sabersky besetzt. Die Haupt-Gastrolle dieser Folge spielt Martina Gedeck als Geschäftsfrau Margot Walser, die nach dem Tod ihres Vaters, zu dem sie die letzten Jahre keinen Kontakt hatte, das Familienhotel im Allgäu erbt. Die Erstausstrahlung fand am 5. Mai 2023 auf Das Erste im Rahmen der Reihe „Endlich Freitag im Ersten“ statt.

## Handlung
Nachdem Lisa Huber Marie erzählt hat, dass sie schwanger ist, hat sie sich nicht durchringen können, dem Kindsvater Florian Leitner das zu sagen. Marie drängt ihre Schwester dazu, es endlich zu tun, denn in einem Monat sehe man es sowieso.
Als sie Florian wenig später erzählt, dass sie schwanger ist, kann der sein Glück kaum fassen und macht ihr daraufhin einen Heiratsantrag. Im Rausch der Gefühle entgeht Florian jedoch, dass seine Tochter Mila gerade eine schwere Krise durchlebt. Sie hat frühzeitig ihr Freiwilliges Soziales Jahr in Syrien abgebrochen, da ihr Freund dort erschossen wurde und sie seitdem unter Panikattacken leidet.
Während Georg, Florian und Karl sich derweil um die Neuausrichtung des Leitner-Hofs kümmern, begleitet Lisa Margot Walser zu dem geerbten Hotel. Dort verliert Lisa ihr Baby. Tieftraurig will sie ihr Leben verändern und macht der Geschäftsfrau Margot Walser, die das von ihrem Vater geerbte Hotel verkaufen möchte, ein Angebot, das beide Parteien glücklich macht. Zwischen Marie Huber und Georg Leitner stellt die Wohnsituation einen grundlegenden Konflikt dar. Während Marie alleine mit der gemeinsamen Tochter Fritzi auf der Huber-Alpe bleiben will, würde es Georg viel lieber sehen, sie käme zu ihm nach unten auf den Leitner-Hof, denn sie seien ja schließlich eine Familie.

## Drehorte
Der neunte Film der ARD-Heimatfilmreihe wurde zeitgleich mit dem nachfolgenden zehnten Film Alte Pfade – Neue Wege vom 17. August 2021 bis zum 14. Oktober 2021 an Schauplätzen im Allgäu gedreht.

## Kritik
Die Kritiker der Fernsehzeitschrift TV Spielfilm vergaben für Spannung zwei, für den Humor einen von drei möglichen Punkten und schrieben: „Diese Bauernclans subventionieren wir weiter“.